# John Bacon der Ältere
John Bacon der Ältere RA (* 24. November 1740 in Southwark, London; † 4. August 1799 ebenda) war ein britischer Bildhauer, Porzellanmaler und Keramik-Modelleur.

## Leben
John Bacon wurde im Alter von 14 Jahren Mitarbeiter einer Porzellanmanufaktur, in der er zunächst als Maler arbeitete, später aber seine Begabung für Modellierung entdeckte. 1770 schuf er sein vielleicht bekanntestes Werk, eine Statue des Mars in Marmor, das ihm auch im gleichen Jahr die Mitgliedschaft in der königlichen Akademie einbrachte. Das Grabmonument für William Pitt, 1. Earl of Chatham ist in der Westminsterabtei zu besichtigen, andere Denkmale in der Christ Church Cathedral in Oxford, wie beispielsweise zwei Büsten von König Georg III.
Im Jahr 1769 gewann er die Gold-Medaille der Royal Academy of Arts, in die er am 11. Februar 1778 gewählt wurde.